# Appendicula podochiloides
Appendicula podochiloides är en orkidéart som beskrevs av Johannes Jacobus Smith. Appendicula podochiloides ingår i släktet Appendicula och familjen orkidéer. Inga underarter finns listade i Catalogue of Life.